# Pier Antonio Quarantotti Gambini
 (juin 2024).
La mise en forme du texte ne suit pas les recommandations de Wikipédia : il faut le « wikifier ».
Les points d'amélioration suivants sont les cas les plus fréquents :
- Les titres sont pré-formatés par le logiciel. Ils ne sont ni en capitales, ni en gras.
- Le texte ne doit pas être écrit en capitales (les noms de famille non plus), ni en gras, ni en italique, ni en « petit »…
- Le gras n'est utilisé que pour surligner le titre de l'article dans l'introduction, une seule fois.
- L'italique est rarement utilisé : mots en langue étrangère, titres d'œuvres, noms de bateaux, etc.
- Les citations ne sont pas en italique mais en corps de texte normal. Elles sont entourées par des guillemets français : « et ».
- Les listes à puces sont à éviter, des paragraphes rédigés étant largement préférés. Les tableaux sont à réserver à la présentation de données structurées (résultats, etc.).
- Les appels de note de bas de page (petits chiffres en exposant, introduits par l'outil «  Source ») sont à placer entre la fin de phrase et le point final[comme ça].
- Les liens internes (vers d'autres articles de Wikipédia) sont à choisir avec parcimonie. Créez des liens vers des articles approfondissant le sujet. Les termes génériques sans rapport avec le sujet sont à éviter, ainsi que les répétitions de liens vers un même terme.
- Les liens externes sont à placer uniquement dans une section « Liens externes », à la fin de l'article. Ces liens sont à choisir avec parcimonie suivant les règles définies. Si un lien sert de source à l'article, son insertion dans le texte est à faire par les notes de bas de page.
- La présentation des références doit suivre les conventions bibliographiques. Il est recommandé d'utiliser les modèles {{Ouvrage}}, {{Chapitre}}, {{Article}}, {{Lien web}} et/ou {{Bibliographie}}. Le mode d'édition visuel peut mettre en forme automatiquement les références.
- Insérer une infobox (cadre d'informations à droite) n'est pas obligatoire pour parachever la mise en page.

Pour une aide détaillée, merci de consulter Aide:Wikification.
Si vous pensez que ces points ont été résolus, vous pouvez retirer ce bandeau et améliorer la mise en forme d'un autre article.
Pour les articles homonymes, voir Quarantotti et Gambini.
Œuvres principales
Les Régates de San Francisco, La Vie ardente
Pier Antonio Quarantotti Gambini (1910-1965) est un écrivain, journaliste et directeur de la bibliotheque municipale de Trieste. Il est de nationalite italienne.

## Biographie
Pier Antonio Quarantotti Gambini descend d'une famille originaire d'Istrie et sensible aux idées irrédentistes. Proche d'Umberto Saba, il obtient son premier succès en 1947 avec le roman L'onda dell'incrociatore, librement adapté au cinéma par Claude Autant-Lara en 1960 sous le titre Les Régates de San Francisco.

### Fiction
- I nostri simili (racconti), Solaria, Firenze, 1932; Collana I Coralli n.33, Einaudi, Torino, 1949; Collana Nuovi Coralli, Einaudi, 1981.
- La rosa rossa (romanzo), Treves, Milano, I ed. 1937 (a puntate sulla rivista Pan, 1937); con 2 capitoli inediti, Garzanti, 1947, Collana I Coralli n.113, Einaudi, Torino, 1960; Collana Nuovi Coralli, Einaudi, 1972.
- Le trincee (racconto), Collana Narratori Contemporanei n.9, Einaudi, Torino, 1942.
- L'onda dell'incrociatore, Einaudi, Torino, 1947-1962; Collana Oscar Mondadori, Milano, 1966; Collana Nuovi Coralli, Einaudi, I ed. 1976; Collana La Memoria, Sellerio, Palermo, 2000; Collana Oscar Moderni, 2019.
- Amor militare, Collana I Coralli n.64, Einaudi, Torino, I ed. 1955; in Opere scelte, Bompiani, Milano, 2015; Prefazione e cura di Massimo Raffaeli, Collana Oscar Moderni n.422, Mondadori, Milano, 2021,  (ISBN 978-88-047-2569-5).
  - Seconda edizione riveduta e in parte rielaborata col titolo L'amore di Lupo, Collana I Coralli n.195, Einaudi, Torino, I ed. 1964; Collana Nuovi Coralli n. 195, Einaudi, I ed. 1976.
- Il Cavallo Tripoli, Collana I Coralli n.74, Einaudi, Torino, I ed. 1956; Collana Nuovi Coralli n. 185, Einaudi, Torino, 1977-1997,  (ISBN 978-88-06-48074-5).
- La calda vita (romanzo), Einaudi, Torino, I ed. 1958 - 1970.
- I giochi di Norma, Collana I Coralli n.198, Einaudi, Torino, 1964.
- Le redini bianche, Collana I Coralli n.240, Einaudi, Torino, 1967; prefazione di Guido Davico Bonino, Collana Letture per la scuola media, Einaudi, Torino, I ed. 1968; con una nota biografica di Daniela Picamus, Isbn Edizioni, 2011,  (ISBN 978-88-7638-298-7).
- La corsa di Falco, Collana I Coralli n.254, Einaudi, Torino, I ed. 1969.
- Gli anni ciechi, Collana Supercoralli, Einaudi, Torino, 1971.

### Poésie
- Racconto d'amore, Collana Quaderni dei Narratori Italiani n.8, Mondadori, Milano, 1965.
- Al sole e al vento, Collezione di poesia, Einaudi, Torino, 1970.

### Essais
- Primavera a Trieste: ricordi del '45, Collana Medusa (collana)|La Medusa degli italiani n.58, Mondadori, Milano, 1951; Con una lettera al Presidente della Repubblica e altri scritti, Collana Quaderni dei narratori italiani, Mondadori, 1967; con altri scritti, Prefazione di Carlo Bo, Trieste, Edizioni Italo Svevo / Dedolibri, 1985,  (ISBN 978-88-7800-001-8); Introduzione di Elvio Guagnini, con uno scritto di Claudio Magris, Collana Oscar Storia n.126, Mondadori, Milano, 2018,  (ISBN 978-88-046-8360-5).
- Sotto il cielo di Russia, Collana Saggi n.321, Mondadori, Milano, I ed. 1963.
- Luce di Trieste, Eri, Torino, 1964.
- I Nobili di Rovigno e delle altre città istriane, diritti e privilegi, Deputazione di storia patria per le Venezie, Venezia, 1968.
- Il poeta innamorato. Ricordi, Collana L'anello d'oro, Edizioni Studio Tesi, Milano, 1984.
- Neve a Manhattan, a cura di Raffaele Manica, Collana Le Porte, Fazi Editore, Roma, 1998,  (ISBN 978-88-8112-062-8).
- Il ritorno del fante (Tutti quei soldati), (testo scritto nel 1961 per un documentario della RAI sulla Prima Guerra Mondiale, finora inedito), saggio di Daniela Picamus, postfazione di Fabio Todero, Libreria Antiquaria Drogheria 28 - IRCI, 2015.
- Un italiano sbagliato di Mario Rizzarelli editore Marsili, 2025

## Adaptations au cinéma
- 1960 : Les Régates de San Francisco de Claude Autant-Lara
- 1964 : La Vie ardente (La calda vita) de Florestano Vancini
- 1974 : La Rose rouge (La rosa rossa) de Franco Giraldi